# Septoria convolvuli
Septoria convolvuli är en svampart som beskrevs av Desm. 1842. Septoria convolvuli ingår i släktet Septoria och familjen Mycosphaerellaceae.   Inga underarter finns listade i Catalogue of Life.